# 펜 컴퓨팅

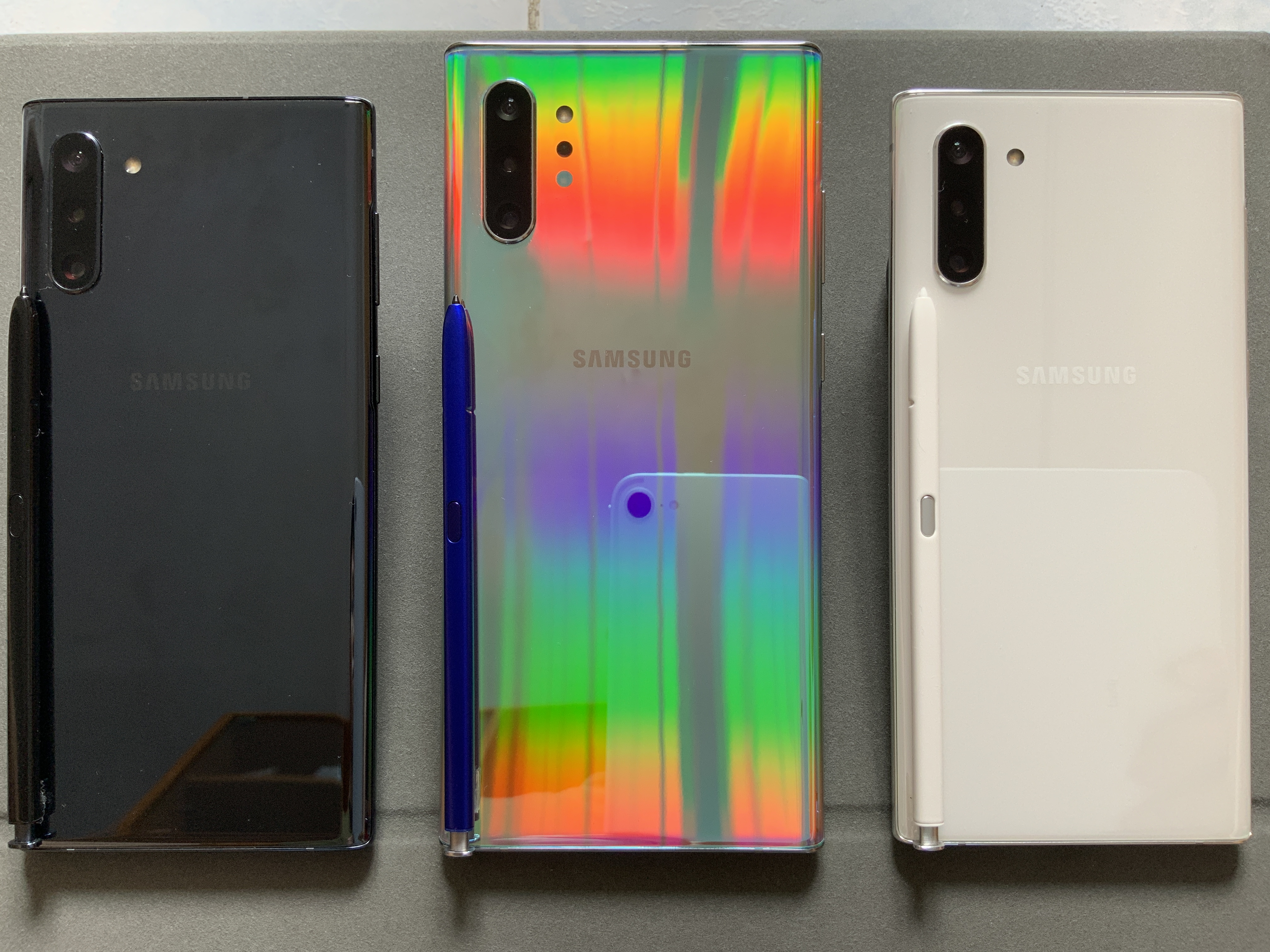
삼성 갤럭시 노트10 （S펜）

펜 컴퓨팅(pen computing)은 키보드, 마우스 등의 입력 장치를 벗어나, 펜이나 스타일러스를 사용하는 컴퓨터 사용자 인터페이스를 두루 일컫는 용어이다.
펜 컴퓨팅은 태블릿 컴퓨터, PDA, GPS 수신기 등의 모바일 장치의 사용을 가리키기 위해 사용되기도 한다. 이 용어는 모바일 통신을 허용하는 모든 제품의 사용을 가리키는데 사용되고 있다. 이러한 장치의 경우 스타일러스나 디지털 펜이 있으며 일반적으로 그래픽 태블릿이나 터치스크린 위를 누르기 위해 사용되며, 이는 자판, 키패드, 마우스, 터치패드와 같은 더 전통적인 인터페이스를 사용하는 것과는 대조된다.
역사적으로 펜 컴퓨팅(포인팅 장치 및 필기 인식을 상호작용 사용자 입력의 주요 수단으로 사용하는 컴퓨터 시스템으로 정의)은 적어도 20년 전으로, 즉 1950년대와 1960년대 초의 Stylator 시스템 및 RAND 태블릿을 기점으로 마우스와 그래픽 디스플레이의 사용으로 거슬러 올라간다.

## 같이 보기
- 필기 인식
- 레이저 포인터
- 라이트 펜
- 태블릿 컴퓨터